# HAPPY 7 DAYS
「HAPPY 7 DAYS」（ハッピー・セブン・デイズ）は、9nineの17枚目のシングル。2015年6月17日にSME Recordsから発売された。

## 概要
前作「With You/With Me」から約1年3ヶ月ぶり、CDリリースとしても「MAGI9 PLAYLAND」以来1年振りとリニューアル後最長のスパンで発表された2015年第1弾シングル。『通常盤』のほか、「HAPPY 7 DAYS」のミュージックビデオとダンスショットを収録した『初回生産限定盤A』、フォトブックが付いた『初回生産限定盤B』、また『9nine Live Circuit 2015』のライブハウス公演FC先行チケットに付属の『完全生産限定盤』の4形態で発売。
また、本作とライブBD/DVD「9nine DREAM LIVE in BUDOKAN」は9nine初の2作品同日発売となり、両作のダブル購入特典として、7月18日に開催される『9nine Live Circuit 2015』日比谷野外大音楽堂公演の公開リハーサル招待や、直筆サイン入り「HAPPY 7 DAYS」告知ポスターが抽選で当たるキャンペーンが実施された。

## 収録曲
1. HAPPY 7 DAYS [3:29]
  - 作詞：岡田マリア、作曲・編曲：CLARABELL

『ライブで一緒に歌って踊って盛り上がれる曲』をコンセプトに、9nineにしか表せないHAPPY感と夏をイメージしたリズミカルなダンスチューン。
2. SUMMER SUMMER SUMMER [4:26]
  - 作詞：岡田マリア、作曲・編曲：CLARABELL
3. シ、グ、ナ、ル。 [4:08]
  - 作詞・作曲：OZO、編曲：遠山輔
4. HAPPY 7 DAYS（Instrumental）
5. SUMMER SUMMER SUMMER（Instrumental）
6. シ、グ、ナ、ル。（Instrumental）

## 初回特典
- DVD（初回生産限定盤Aのみ）
  1. 「HAPPY 7 DAYS」 Music Video
監督：関和亮[2]
  2. 「HAPPY 7 DAYS」 Dance Shot ver.
- 「HAPPY 7 DAYS」スペシャルフォトブック（初回生産限定盤Bのみ）
- 各種共通の特典
  - 各メンバーソロアナザージャケット【全5種】
  - ニューシングル / LIVE DVD&Blu-ray Discダブル購入者応募はがき